# Roger Xhonneux
Roger Xhonneux (* 4. Juni 1954 in Eupen, Belgien) ist ein belgischer Handballschiedsrichter.

## Leben
Xhonneux war Spieler, später Trainer verschiedener Club- und Auswahl-Mannschaften, sowie Gründer der Vereine Femina Raeren und HC St. Vith; daneben leitete er viele Jahre den HC 1976 Raeren.
Der in Raeren aufgewachsene Roger Xhonneux begann mit 19 Jahren als Schiedsrichter in der ersten belgischen Division in Belgien und wurde 1987 zusammen mit seinem Partner Klaus Dieter Convents Schiedsrichter der International Handball Federation (IHF). Höhepunkte seiner Karriere war die Teilnahme an zwei „A“-Weltmeisterschaften in Korea und Schweden sowie die an den Olympischen Spielen 1992 in Barcelona.
Nach Ende der aktiven Karriere wurde Xhonneux Schiedsrichter-Chef der Vlaamse Handball Vereniging (VHV) und des Belgischen Handballbundes (BHB-UBH). Er wurde zudem in die Mentorengruppe der Europäische Handballföderation (EHF) berufen und kurz danach Mitglied der Regel- und Schiedsrichter-Kommission der Internationalen Handball Federation.
So nahm er als Funktionär neben den Handball-Weltmeisterschaften an den Olympischen Spielen in Sydney (2000) und Athen (2004) teil. Xhonneux fördert den Beachhandball als neue Sportart.
Roger Xhonneux ist von Beruf Geschäftsführer eines Elektrounternehmens. Der seit 1973 verheiratete Xhonneux hat zwei Söhne.